# Vinogradarski krajolik Pijemonta: Langhe-Roero i Monferrato
Vinogradarski krajolik Pijemonta je naziv za pet zaštićenih područja u pokrajinama Langhe, Roero i Monferrato, u regiji Pijemont (sjeverna Italija) koji su 2014. godine upisani na UNESCO-ov popis mjesta svjetske baštine u Europi kao područje „koje je postalo zaštitni znak razvoja vinogradarstva u talijanskoj povijesti i obuhvaća cijeli raspon tehničkih i gospodarskih procesa povezanih s uzgojem vinove loze i proizvodnje vina, a koji su obilježili ova područja stoljećima”.
Ona se nalaze u južnom dijelu Pijemonta, između rijeke Po i Ligurijskih Apenina, gdje je pronađen pelud vinove loze koji datira iz 5. stoljeća prije Krista, kada je Pijemont bio mjesto dodira i razmjene između Etruščana i Kelta. Etruščanske i keltske riječi, osobito one koje se odnose na vino, još uvijek se mogu pronaći u lokalnom dijalektu. Tijekom Rimskog Carstva, Plinije Stariji spominje Pijemont kao regiju koja je jedna od najpovoljnijih za uzgoj vinove loze u drevnoj Italiji, a Strabon spominje svoje barele.

## Popis lokaliteta
| Slika | Ime                        | Općina            | Pokrajina                    | Koordinate                                | Bilješke |
| ----- | -------------------------- | ----------------- | ---------------------------- | ----------------------------------------- | --- |
|       | Dvorac Grinzane Cavour     | Grinzane Cavour   | Pokrajina Cuneo              | 44°24′N 7°35′E / 44.40°N 7.59°E           | Dvorac potječe iz 14. st., a u 15. st. je u posjedu markiza od Busca. U 19. st. vojvoda od Cavoura, Camillo Benso, je obnovio dvorac i unaprijedio proizvodnju vina u ovom području. God. 1832. on postaje načelnikom općine Grinzane, poziciju koju je zadržao 17 godina, zbog čega je općina po njemu promijenila ime u Grinzane Cavour. U dvorcu je danas etnološki muzej s originalnim namještajem iz 19. st., te prostorijama posvećenima Cavourovom boravku i talijanskoj proizvodnji vina. |
|       | Brda Barbaresco            | Općina Barbaresco | Pokrajina Langhe             | 44°26′N 8°30′E / 44.43°N 8.5°E            | Poznato po vinu Nebbiolo, ovo brdovito područje prekrivebo vinogradima je danas podijeljeno između tri općine: Barbaresco, Treiso i Neive. Tlo i klima ovog područja je jedinstveno i drukčije od drugih u pokrajini Langhe, a odlikuje se velikim udjelom vapnenačkog lapora iz epohe tortona (11,6-7,24 mlijuna godina). |
|       | Canelli i Pjenušac Asti    | Općina Asti       | Pokrajina Asti               | 44°25′56″N 8°10′25″E / 44.4321°N 8.1737°E | Canelli se nalazi na zavoju rijeke Belbo na planini Monferrat i okruženo je vinogradima koji se smatraju za rodno mjesto pjenušca Asti (vino). Također vrsta muskat grožđa za proizvodnju vina nosi ime po ovom mjestu, Muscat Canelli. Najveća znamenitost mjesta su 13 km dugi vinski podrumi koji se protežu ispod naselja, tzv. „podzemne katedrale” u kojima je konstantna temperatura između 12 i 14 °C. |
|       | Nizza Monferrato i Barbera | Općina Asti       | Pokrajina Asti               | 44°28′N 8°13′E / 44.46°N 8.21°E           | Barbera d'Asti je crno vino koje vuče svoje podrijetlo iz ovog područja, a mora se praviti odmah poslije berbe poslije 1. ožujka i imati udjel od 11,5% alkohola. Njegova proizvodnja je ograničena na 18. općina na rijeci Belbo. |
|       | Monferrato                 |                   | Pokrajina Alessandria i Asti | 45°01′49″N 8°13′56″E / 45.0303°N 8.2323°E | Ovo je najvažnije vinogradarsko područje u Italiji. Presjeca ga rijeka Tanaro i sjeverno brdovito područje, Basso Monferrato, se proteže do rijeke Po, a južno, Alto Monferrato, se uzdiže od rijeke do Ligurijskih Apenina. Suha kontinentalna klima s vrućim ljetima i hladnim zimama i jedinstvenim hidrogeološkim tlom su iznimno povoljni za vitikulturu. Tako je proizvodnja vina postala ne samo temeljem gospodarstva ovog područja, nego i istinski simbol kulture tzv. „Monferrina”. Najpoznatija vina iz ovog podučja su Barbera d'Asti, Asti spumante, Moscato d'Asti, Cortese, Malvasia i Grignolino. |

## Vanjske poveznice
- Sito ufficiale della candidatura (tal.)